# چارخو هوا
چارخو هوا (نام علمی: Hovacrex roberti) نام یک گونه از تیره یلوگان است.